# Kidukh

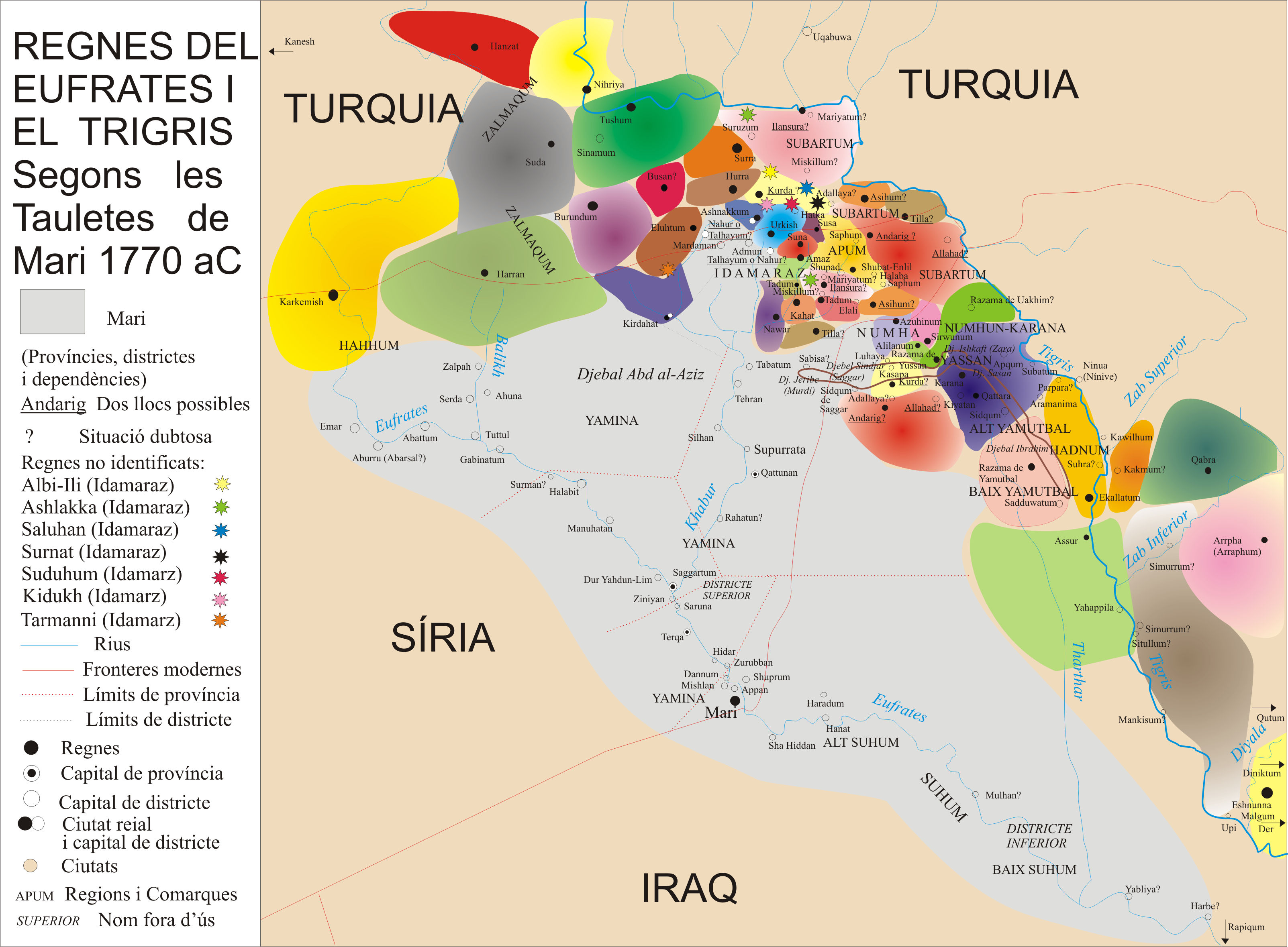
Mapa

Kidukh fou un regne o ciutat estat de situació desconeguda, probablement a la zona del Tigris, a la regió d'Ashnakkum.
El seu sobirà, anomenat Ili-Addu, titulat rei de Kidukh, és conegut per una carta dirigida al rei Zimrilim de Mari, amb relació a una disputa sobre la ciutat de Shunkhum entre ell mateix, Shabram de Susa i la terra d'Apum (possiblement gendre de Zimrilim), Khaya-Sumu o Haya-Sumu de Ilansura (també gendre de Zimrilim) i Ili-Ishtar de Shuna i la terra de Shabasim (un altre gendre).